# Сушков, Александр Викторович
Александр Викторович Сушков (род. 1955) — советский хоккеист, нападающий.

## Биография
Воспитанник ленинградского СКА. В 1972/73 годах провёл единственный сезон в высшей лиге, сыграв за СКА четыре матча и забив одну шайбу — в первой же игре против московского «Спартака» в гостях (2:5). Выступал за «Шторм» Ленинград (1973/74 — 1975/76) и «Горняк» Оленегорск (1977/78 — 1978/79).
Победитель (1973) и серебряный призёр (1974) чемпионата Европы среди юниорских команд.